# Martin Laciga
Martin Laciga (* 25. Januar 1975 in Aarberg; † 22. August 2023) war ein Schweizer Beachvolleyballspieler.
Als Nummer 1 der Weltrangliste 1999, Vize-Weltmeister im selben Jahr, dreifacher Europameister, zweifacher Vize-Europameister und dreifacher Schweizer Meister gehörte Laciga zu den erfolgreichsten Schweizer Beachvolleyballspielern. Insgesamt bestritt er 206 Turniere – nach dem Brasilianer Emanuel Rego (über 300 Turniere) weltweit die meisten Wettkämpfe im Beachvolleyball. Am 30. Januar 2013 gab er seinen Rücktritt bekannt.

## Karriere
Mitte der 1990er-Jahre begann Martin Laciga mit dem Beachvolleyball. Sein erstes Turnier spielte er mit seinem Bruder Paul bei der Beachvolley-Schweizer-Meisterschaft 1992 und errang dort den 17. Rang. Zwei Jahre später holten die Brüder Laciga bereits den ersten nationalen Sieg. Im Jahr darauf spielten sie an ihrer ersten FIVB World Tour. Martin spielte mit seinem Bruder Paul Laciga von 1999 bis 2004 erfolgreich im Doppel, sie wurden unter anderem 1999 Vize-Weltmeister und nahmen bis 2003 an drei weiteren WM-Turnieren teil. Nach dem dritten Platz bei der Europameisterschaft 1997 gewannen sie die Europameisterschaften von 1998 bis 2000 dreimal in Folge; 2001 und 2002 wurden sie Vize-Europameister. Bei den Olympischen Spielen 2000 in Sydney und 2004 in Athen wurden sie jeweils Fünfte. Nach Athen trennten sich die Brüder und Martin Laciga spielte 2005/2006 mit Markus Egger. 2007 wurde Jan Schnider sein Partner, mit dem er sich 2008 für die Olympischen Spiele in Peking qualifizierte und den neunten Rang erreichte. Ab 2009 spielte Laciga mit dem Brasilianer Jefferson Bellaguarda und erzielte mit ihm Erfolge auf der FIVB World Tour.

## Privates
Martin Laciga war mit der brasilianischen Beachvolleyballspielerin und -trainerin Claudia Oliveira verheiratet, mit der er auch einen Sohn hat.